# Фуртій
Фуртій (д/н — 180) — король квадів у 167—173 і 174—180 роках.

## Життєпис
Основні відомості про цього володаря пов'язані з подіями Маркоманських війн. Перша згадка відноситься до 167 року — початку Першої Маркоманської війни. Ймовірно, Фуртій до того вже панував над квадами. Увійшов до маркоманського союзу на чолі з Балломаром. Разом з іншими вождями германців і сарматів брав участь у походах до Реції, Паннонії. Після поразки союзу від римлян біля Аквілеї 169 року відступив до власних земель.
У 171—172 роках основний удар римлян на чолі з імператором Марком Аврелієм було спрямовано проти квадів. Фуртій зазнав поразки 172 року й вимушений був замиритися з римлянами. За умовами договору повинен був віддати значну частину зброї, перебіжчиків та рабів-утікачів. Намагався його виконувати, що викликало збурення серед квадів. Наприкінці 172 року або на початку 173 року Фуртія було повалено. Новим вождем став Аріогез. Поразка останнього у 174 року призвела до того, що за наполяганням римлян квади знову зробили Фуртія своїм вождем (королем).
У 177 році з огляду на загальне невдоволення квадів та їхніх сусідів умовами мирного договору з Римом Фуртій приєднується до нової, так званої Другої Маркоманської, війни. Ймовірно стає одним з її очільників. Проте нова поразка біля Аквілеї і в Паннонії у 177—178 роках змушує Фуртія відступити за Дунай. 179 року зазнав важкої поразки від римлян біля Лаургаріціону. 
Протягом 180 року удар римлян було спрямовано проти придунайських маркоманів, західних сусідів квадів. Фуртій разом з союзниками зазнав поразки. Достеменно невідомо, чи він укладав договір з новим імператором Коммодом, або це зробив його наступник Гаіобомар, який став королем 180 року після смерті Фуртія.